# Вапнярська селищна рада
Вапня́рська се́лищна ра́да — адміністративно-територіальна одиниця та орган місцевого самоврядування в Томашпільському районі Вінницької області. Адміністративний центр — селище міського типу Вапнярка.

## Загальні відомості
- Територія ради: 13,09 км²
- Населення ради: 7 891 особа (станом на 1 січня 2011 року)

## Населені пункти
Селищній раді підпорядковані населені пункти:
- смт Вапнярка

## Склад ради
Рада складається з 30 депутатів та голови.
- Голова ради: Тихолаз Микола Миколайович
- Секретар ради: Багаєва Неля Мечиславівна

### Керівний склад попередніх скликань
| Прізвище, ім'я, по батькові | Основні відомості                                                        | Дата обрання | Дата звільнення |
| --------------------------- | ------------------------------------------------------------------------ | ------------ | --------------- |
| Тихолаз Микола Миколайович  | Селищний голова, 1956 року народження, освіта вища, безпартійний         | 26.03.2006   | 31.10.2010      |
| Тихолаз Микола Миколайович  | Селищний голова, 1956 року народження, освіта вища, член Партії регіонів | 31.10.2010   |                 |

Примітка: таблиця складена за даними сайту Верховної Ради України

### Депутати
За результатами місцевих виборів 2010 року депутатами ради стали:

#### За суб'єктами висування
| Суб'єкт висування           | Кількість обраних депутатів | %    |
| --------------------------- | --------------------------- | ---- |
| Партія регіонів             | 22                          | 73,3 |
| Самовисування               | 7                           | 23,3 |
| Комуністична партія України | 1                           | 3,3  |

#### За округами
| № округу                    | Прізвище, ім'я, по батькові        | Дата визнання обраним | Освіта             | Партійна приналежність                        | Відомості про обраного депутата                             |
| --------------------------- | ---------------------------------- | --------------------- | ------------------ | --------------------------------------------- | ----------------------------------------------------------- |
| Комуністична партія України |                                    |                       |                    |                                               |                                                             |
| 28                          | Забавчук Євгеній Петрович          | 14.11.2010            | середня спеціальна | член Комуністичної партії України             | пенсіонер                                                   |
| Партія регіонів             |                                    |                       |                    |                                               |                                                             |
| 2                           | Присяжнюк Микола Іванович          | 05.11.2010            | незакінчена вища   | позапартійний                                 | приватний підприємець                                       |
| 3                           | Шиндерук Василь Володимирович      | 05.11.2010            | незакінчена вища   | позапартійний                                 | Одеська дирекція залізничних перевезень, начальник штабу ЦО |
| 4                           | Грішанов Костянтин Георгійович     | 05.11.2010            | вища               | член Партії регіонів                          | Вапнярський молокозавод, начальник забезпечення             |
| 6                           | Олійник Зосима Іванович            | 05.11.2010            | вища               | позапартійний                                 | дистанція колії № 21, майстер                               |
| 7                           | Закліковський Віктор Анатолійович  | 05.11.2010            | вища               | позапартійний                                 | КМС 128, начальник ЩОМа                                     |
| 8                           | Белінський Олександр Олександрович | 05.11.2010            | вища               | член Партії регіонів                          | приватний підприємець                                       |
| 9                           | Задвірний Борис Федорович          | 05.11.2010            | середня            | позапартійний                                 | пенсіонер                                                   |
| 10                          | Мельничук Василь Анатолійович      | 05.11.2010            | вища               | позапартійний                                 | приватний підприємець, фірма «Декор — бетон»                |
| 11                          | Лисак Петро Іванович               | 05.11.2010            | середня спеціальна | позапартійний                                 | приватний підприємець                                       |
| 12                          | Перегонець Олександр Миколайович   | 05.11.2010            | середня спеціальна | позапартійний                                 | БМП-687, диспечер                                           |
| 13                          | Кучма Ігор Борисович               | 05.11.2010            | середня            | позапартійний                                 | Вапнярський спорткомлекс, директор                          |
| 14                          | Усата Людмила Борисівна            | 05.11.2010            | вища               | позапартійна                                  | станція Вапнярка, касир                                     |
| 15                          | Стангріт Олег Анатолійович         | 05.11.2010            | вища               | член Партії регіонів                          | Вапнярська загальноосвітня школа № 1, вчитель               |
| 16                          | Когут Ігор Ярославович             | 05.11.2010            | середня спеціальна | позапартійний                                 | станція Вапнярка Депо, машиніст                             |
| 17                          | Боровський Леонід Іванович         | 05.11.2010            | вища               | позапартійний                                 | Вапнярська міська лікарня, зав. поліклінікою                |
| 19                          | Панчук Володимир Сергійович        | 05.11.2010            | середня            | позапартійний                                 | СТ «Заготзовнішторг», голова правління                      |
| 20                          | Килавчук Валерій Михайлович        | 05.11.2010            | вища               | позапартійний                                 | лінійна лікарня, лікар                                      |
| 21                          | Дячок Анатолій Володимирович       | 05.11.2010            | вища               | член Партії регіонів                          | Вапнярська селищна рада, юрист                              |
| 23                          | Багаєва Неля Мечеславівна          | 05.11.2010            | вища               | позапартійна                                  | Вапнярська селищна рада, секретар                           |
| 24                          | Бойко Василь Анатолійович          | 05.11.2010            | вища               | позапартійний                                 | воєнізована охорона, інспектор                              |
| 25                          | Прокуднов В'ячеслав Сергійович     | 05.11.2010            | вища               | член Партії регіонів                          | пенсіонер                                                   |
| 30                          | Затирка Олександр Вікторович       | 05.11.2010            | вища               | член Партії регіонів                          | лінійна лікарня, лікар                                      |
| Самовисування               |                                    |                       |                    |                                               |                                                             |
| 1                           | Чорний Сергій Миколайович          | 05.11.2010            | середня            | позапартійний                                 | пенсіонер                                                   |
| 5                           | Соляник Тамара Євгенівна           | 04.01.2011            | середня спеціальна | позапартійна                                  | СТ «ШАНС САТІЖ», голова споживчого господарства             |
| 18                          | Токарчук Олександр Вікторович      | 05.11.2010            | середня            | член Партії «ВІДРОДЖЕННЯ»                     | Вапнярське оборотне локомотивне депо, машиніст              |
| 22                          | Шапошнікова Галина Дмитрівна       | 05.11.2010            | вища               | член Всеукраїнського об'єднання «Батьківщина» | пенсіонер                                                   |
| 26                          | Бабчинська Надія Гаврилівна        | 05.11.2010            | вища               | позапартійна                                  | Вапнярська загальноосвітня школа № 3, вчитель               |
| 27                          | Кагальняк Юрій Миколайович         | 05.11.2010            | вища               | позапартійний                                 | пенсіонер                                                   |
| 29                          | Чижевська Галина Вікторівна        | 05.11.2010            | середня спеціальна | позапартійна                                  | смт Вапнярка, кафе «Світанок», кухар                        |